# Crossogaster
Crossogaster is een geslacht van vliesvleugeligen uit de familie Pteromalidae. De wetenschappelijke naam van dit geslacht is voor het eerst geldig gepubliceerd in 1885 door Mayr.

## Soorten
Het geslacht Crossogaster omvat de volgende soorten:
- Crossogaster hilli van Noort, 1994
- Crossogaster inusitata van Noort, 1994
- Crossogaster lachaisei van Noort, 1994
- Crossogaster lurida van Noort, 1994
- Crossogaster michaloudi van Noort, 1994
- Crossogaster oculagrandis van Noort, 1994
- Crossogaster odorans Wiebes, 1981
- Crossogaster ovata van Noort, 1994
- Crossogaster praeacuta van Noort, 1994
- Crossogaster quadrata van Noort, 1994
- Crossogaster rashbrooki van Noort, 1994
- Crossogaster rastellus van Noort, 1994
- Crossogaster robertsoni van Noort, 1994
- Crossogaster stigma van Noort, 1994
- Crossogaster triformis Mayr, 1885
- Crossogaster vansomereni van Noort, 1994